# Eduard Maluquer i de Tirrell
Eduard Maluquer i de Tirrell (Barcelona, 10 d'agost de 1839 - Sarrià, 4 de maig de 1915) fou un jurista i polític català, diputat i senador a les Corts Espanyoles durant la restauració borbònica i president de la Diputació de Barcelona.

## Biografia
Era germà de Josep Maluquer i de Tirrell i oncle valencià de Joan Maluquer i Viladot. Milità en el Partit Liberal Fusionista i fou membre de la Diputació de Barcelona pel districte de Granollers el 1865-1866. L'octubre de 1866 va perdre el càrrec a causa del cop del general Serrano, però després de la revolució de 1868 fou restituït en el càrrec per la Junta Revolucionària de Barcelona fins a febrer de 1869, quan a les eleccions generals espanyoles de 1869 fou elegit diputat a Corts pel districte de Vic. Fou escollit novament diputat provincial el 1871 i ocupà la presidència de la Diputació Provincial de 1886 a 1890. Durant el seu mandat es va construir la nova presó, el Museu de Belles Arts i el Palau de Justícia, i signà l'acord pel qual s'informava favorablement de l'annexió dels pobles de la rodalia per a dur a terme el Pla Cerdà.
Fou elegit diputat a les Corts Espanyoles pel districte de Barcelona a les eleccions generals espanyoles de 1896 i 1899 pel Partit Liberal (sector de Germán Gamazo y Calvo). També fou senador per la província de Lleida el 1891-1893 i per la de Barcelona el 1893-1894. El 1884-1885 fou president de la Societat Econòmica Barcelonesa d'Amics del País.

## Obres
- Manual de las reformas introducidas en el derecho civil español desde 1864 hasta 1° de marzo del corriente año 1875 (1875)